# Gaetano Baccari (politico)
Gaetano Baccari (Tramonti, 28 settembre 1889 – ...) è stato un avvocato e politico italiano.